# Xenokratész
Xenokratész (ógörögül: Ξενοκράτης, latinul: Xenocrates) (Khalkédón, i. e. 396 – Athén, i. e. 314) görög filozófus.
Xenokratész Agathénor fia volt. Kora ifjúságától kezdődően Platónt hallgatta és Szicíliába is elkísérte. Természetét tekintve lomha volt ugyanakkor ismert volt önmegtartózkodásáról is: mikor tanítványai egy hetérát fektettek az ágyába az azt mondta, hogy egy szobor mellé feküdt be. Idejének nagy részét az Akadémián töltötte. Diogenész Laertiosz feljegyzései szerint amikor Xenokratész bement a városban a hordárok és az ordítozó csőcselék kitért az útjából. Ugyancsak Diogenésztől tudhatjuk meg, hogy annyira megbízhatónak tartották, hogy ő volt az egyetlen Athénban aki a bíróságon eskütétel nélkül tanúskodhatott. Naponta több órát töltött gondolkodással, de legalább egy órát a hallgatásnak szentelt. A száztizedik Olympiász második évétől (i. e. 339-től) huszonöt éven keresztül, haláláig az Akadémia vezetője volt.
Diogenész Laertiosz könyvében olvashatjuk, hogy az athéniak egyszer eladták Xenokratészt rabszolgának, mert nem tudta fizetni a tartózkodási díjat. Phaleroni Démétriosz vásárolta meg és szabadon engedte. Nyolcvankét éves korában halt meg, miután egy éjszaka megbotlott egy edényben és elesett.

## Művei
Diogenész Laertiosz hetvenöt művének címét őrizte meg, amelyek között filozófiai értekezések, tanköltemények és parainétikus iratok egyaránt találhatóak. A címekből megítélhetően a filozófus tevékenysége az Akadémián művelt szinte valamennyi tudományra kiterjedt: dialektikai, természetfilozófiai, etikai, politikai stb. témák mellett a nyelvtudomány kérdéseiről is értekezett, valamint kommentárt írt Parmenidész művéhez és a püthagoreus tanokhoz.
Írások, eposzok és intelmek:
| - A természetről - A bölcsességről - A gazdaságról - Az árkádiai - A meg nem határozottról - A gyermekről - Az elégedettségről - A haszonról - A szabad emberről - A háláról - Az önkéntességről - A barátságról - Az illőről - Az ellentétekről - A jó érzésről - Az írásról - Az emlékezésről | - A hazugságról - Kallikhjész - Az értelemről - Oikonomikosz - A mértékletességről - A törvény erejéről - Az államról - A szentségről - Az erény áthagyományozhatóságáról - A létezőről - A sorsról - A szenvedélyekről - Az életmódról - Az összetartásról - A tanítványokról - Az igazságosságról - Az erényről | - Az alakokról - Az élvezetről - Az életről - A bátorságról - Az egyről - Az ideákról - A művészetről - Az istenekről - A tudományról - Az államférfi - A tudományosságról - A filozófiáról - Parmenidész műveiről - Archedémosz, vagyis az igazságosságról - A jóról - A megismerésről szóló tanításokról - A logikai kérdések megoldásáról | - Előadások a fizikáról - Összefoglalás - A nemekről és a fajokról - Pitagóreus kérdések - Megoldások - Felosztások - Tételek (21 könyv) - A dialektika tanulmányozásáról |

A stílusról és a tanulmányokról:
| - A következtetésről (kilenc könyv) - A matematikáról (hat könyv) - Az ismeretről (két könyv) - A geometriáról szóló könyvekről - Kommentárok - Az ellentétekről - A számokról | - A számok szemlélete - A dimenziókról - Az asztrológiáról - Az uralom elemei. Alexandroszhoz - Arybaszhoz - Hephaisztiónhoz - A geometriáról |